# کارمیش
کارمیش (به لاتین: Karmysh) یک منطقهٔ مسکونی در تاجیکستان است که در ولایت سغد واقع شده‌است.